# Horst Söhnlein
Horst Söhnlein (* 13. Oktober 1942 in Sonneberg; † 23. März 2023) war aktiv in der westdeutschen Außerparlamentarischen Opposition und Beteiligter an den Kaufhaus-Brandstiftungen am 2. April 1968.

## Leben
1967 gründete er in München mit seiner Frau Ursula Strätz das „action-Theater“, welches später von Rainer Werner Fassbinder als antiteater fortgeführt wurde.
Mit Andreas Baader, Thorwald Proll und Gudrun Ensslin legte Söhnlein am 2. April 1968 Brände in den Kaufhäusern M. Schneider und Kaufhof in Frankfurt am Main, um gegen den „Völkermord in Vietnam“ zu protestieren. Die Täter wurden schnell gefasst.
Als Söhnlein aus Frankfurt zurückkehrte, schlug er Möbel, Türen und Inventar des action-Theaters kurz und klein, da er in Fassbinder einen Rivalen sah und verhindern wollte, dass dieser das Theater übernahm. Es wurde zur Renovierung vorübergehend geschlossen.
Im nachfolgenden Prozess wegen der Frankfurter Brandstiftung wurden die vier Angeklagten zu drei Jahren Zuchthaus verurteilt. Nach 14 Monaten Haft wurden sie bis zur Entscheidung über eine mögliche Revision auf freien Fuß gesetzt. Der Revision wurde im November 1969 nicht stattgegeben, worauf sich Söhnleins Mitangeklagte nach Frankreich absetzten. Söhnlein trat die Strafe an.
Nach der Haftentlassung arbeitete Söhnlein als Drehbuchautor unter dem Pseudonym Horst Vocks.

## Veröffentlichungen
- Andreas Baader, Gudrun Ensslin, Thorwald Proll, Horst Söhnlein: Vor einer solchen Justiz verteidigen wir uns nicht. Schlußwort im Kaufhausbrandprozeß. Mit einem Nachwort von Bernward Vesper und einer Erklärung des SDS Berlin. Edition Voltaire, Frankfurt am Main und Berlin 1968. (Reihe: Voltaire Flugschrift 27)
- Erklärung der im Kaufhausbrandprozeß angeklagten Andreas Baader, Gudrun Ensslin, Horst Söhnlein und Thorwald Proll. in: Charlie Kaputt Nr. 3, Dezember 1968, Berlin